# Kay Winkler
Kay Winkler (Kirchheim unter Teck, 28 juni 1956 – 26 augustus 2023) was een Duitse beeldhouwer en installatiekunstenaar.

## Leven en werk
Winkler volgde van 1976 tot 1979 een opleiding schilderkunst en grafisch werk bij de graficus Heinrich C. Berann in Innsbruck en een opleiding tot houtbeeldhouwer van 1976 tot 1980 aan de Fachschule für Holzbildhauerei in Bischofsheim. Van 1981 tot 1982 studeerde hij vervolgens schilderkunst aan de Akademie der Bildenden Künste in Stuttgart en van 1982 tot 1988 beeldhouwkunst aan de Akademie der Bildenden Künste in München.
In 1992 kreeg hij een Projektstipendium der Landeshaupstadt München, in 1995 de Modell-Preis in het Kunstpalast Düsseldorf, in 1996 de Nympenburger Kunstpreis (Marie-Luise-Lentz-Preis), in 1997 het Budapest-Stipendium der Stadt München, in 1998 een beurs van de Stiftung Kulturfonds Berlin en in 1999 in Bamberg een Stipendium des Bayerischen Staates.
De kunstenaar woonde en werkte in München en Berlijn.
Hij overleed op 67-jarige leeftijd.

## Georg Elser
Winkler maakte in opdracht van de Ernst Freiberger-Stiftung een portretbuste van Georg Elser, die op 24 september 2008 werd onthuld door Wolfgang Schäuble en Ernst Freiberger in de Straße der Erinnerung bij het Bundes Innenministerium in Berlijn. In 2008 had hij al een zes meter hoge sculptuur van Elser, de Duitse verzetsstrijder die in 1939 in München een aanslag op Adolf Hitler pleegde, gemaakt voor het Duitse paviljoen van Wereldtentoonstelling Expo 2000 in Hannover.

## Enkele werken
- Pavillon - Schräge Wände, Ständlerstraße in München
- Brunnenanlage (2005), Wolnzach (1e prijs)
- Licht-Schrein (2007)[3], Fürth (in opdracht van het Bisdom Bamberg)
- Elser-Büste (2008), Straße der Erinnerung, Bundes Innenministerium in Berlijn

## Fotogalerij

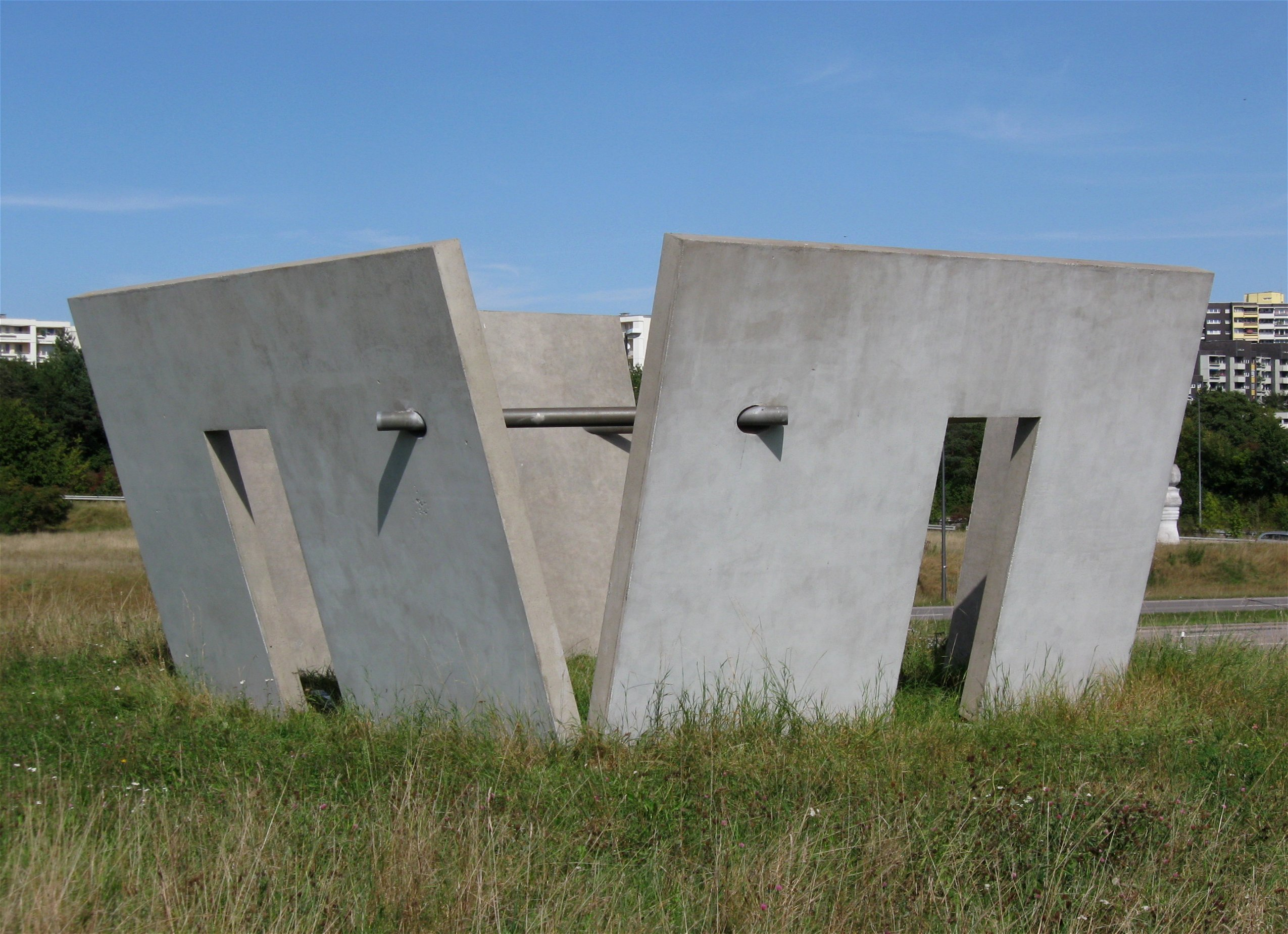
Pavillon-Schräge Wände (2003)